# Битва при Бидасоа
В битве при Бидасоа (или битве при Ларруне) 7 октября 1813 года союзная армия Артура Уэлсли, маркиза Веллингтона, сумела закрепиться на французской земле, оттеснив французскую армию Никола Сульта. Войска союзников захватили позиции французов за рекой Бидасоа на побережье и вдоль гребня Пиренеев между Бидасоа и горой Ларрун. Ближайшие к бою города — Ирун в нижней части Бидасоа и Вера-де-Бидасоа в её средней части. Битва произошла во время Пиренейской войны, являющейся частью наполеоновских войн.
Веллингтон направил свою основную атаку на нижнюю часть Бидасоа, одновременно отправив дополнительные войска для атаки на центр Сульта. Полагая, что его прибрежный сектор находится в безопасности, Сульт удерживал правый фланг относительно слабыми силами, концентрируя большую часть своей армии на левом фланге в горах. Тем не менее, британский генерал получил данные разведки, которые показали, что уровень воды в нижнем течении реки был намного меньше, чем предполагали французы. После тщательного планирования Веллингтон начал неожиданную атаку, которая легко сломила французскую оборону на левом фланге. В центре его армия также разбила французскую оборону, хотя одна атака его испанских союзников была отражена. В начале сражения Сульт понял, что его левому флангу ничего не угрожало, но было уже слишком поздно укреплять свои позиции справа. Некоторые французские генералы были шокированы тем, как плохо сражались их солдаты.

## Предыстория

### Действия перед битвой
В битве при Сан-Марсиале 31 августа и 1 сентября 1813 года была отражена последняя попытка армии Сульта продвинуться в Испанию. После давшегося дорогой ценой штурма, за которым последовало жестокое разграбление города, союзники также успешно завершили в начале сентября осаду Сан-Себастьяна. Французский гарнизон сдерживал осаду Памплоны, но и она закончилась капитуляцией 31 октября. Британский командующий хотел захватить французские позиции, которые угрожали линиям союзников на западной стороне Бидасоа.

### Подготовка
Поскольку французские войска начали грабить своих сограждан, военный министр императора Наполеона Анри-Жак-Гильом Кларк приказал маршалу Сульту защищать позицию как можно ближе к границе. Он должен был сдерживать британцев на 50-километровом фронте в Пиренейских горах. Этот район можно было легко оборонять, но периферийные коммуникации в нём были не развиты.

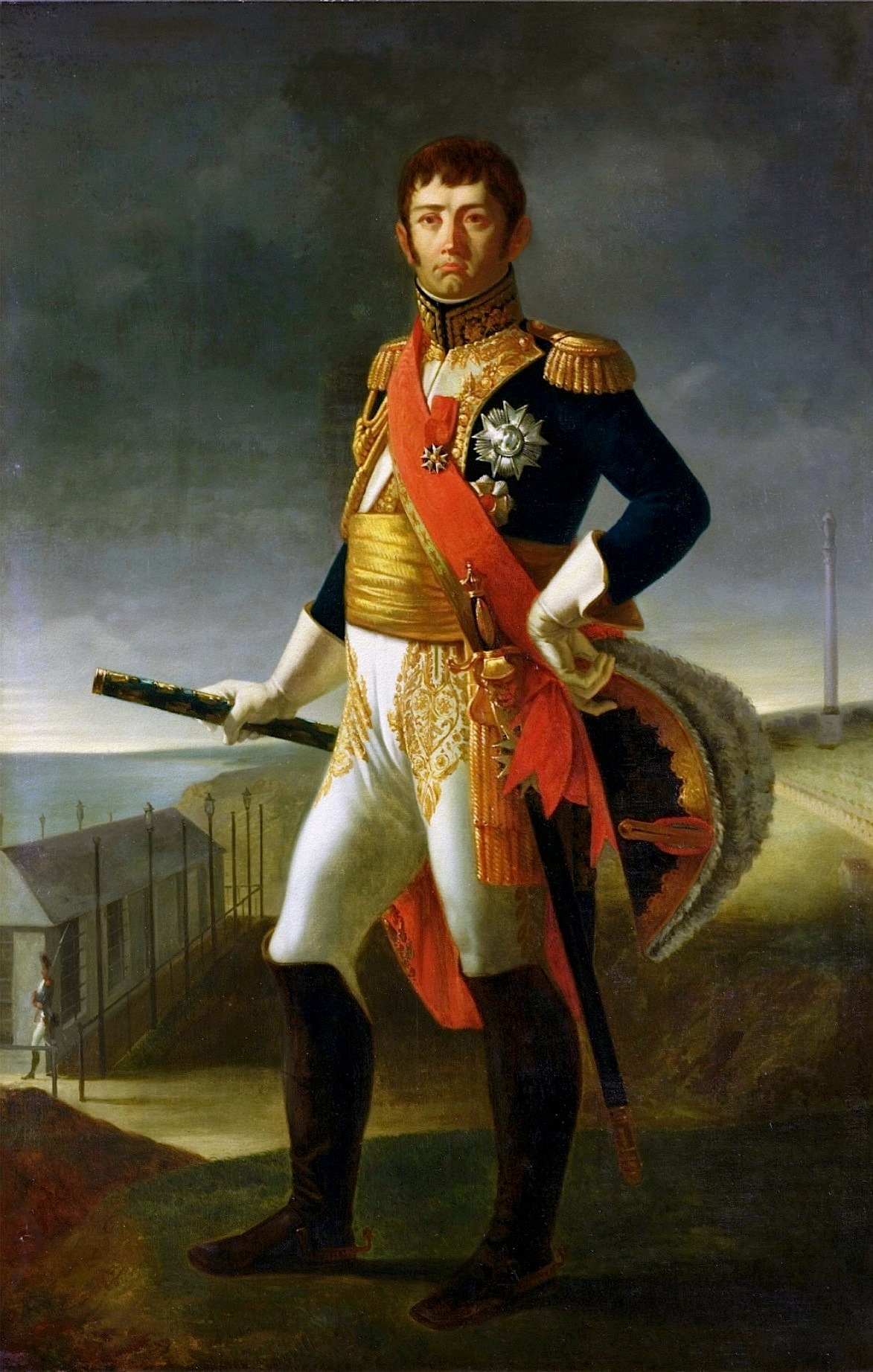
Маршал Никола Сульт. Картина Л. Х. де Руддера

Решив, что прибрежный сектор был самой сильной частью его позиции, Сульт направил для его защиты дивизионного генерала Оноре Шарля Рея и 10 550 человек. Под командованием Рея была 7-я дивизия генерала Антуана Луи Попона де Мокюна, насчитывающая 3996 человек, и 9-я дивизия генерала Пьера Франсуа Жозефа Буайе, насчитывающая 6515 человек. Мокюн удерживал Бидасоа в районе Бискайского залива, в то время как Буайе защищал её дальше вглубь страны. Позади них находился укрепленный лагерь Бордаган и порт Сен-Жан-де-Люз, которые удерживались резервной дивизией генерала Эжен-Казимира Вийята в 8018 человек.
Дивизионный генерал Бертран Клозель защищал центр; у него было 15 300 человек под командованием бригадных генералов Николя Франсуа Конру, Жан-Пьера Марансена и Элуа Шарльманя Топена. Справа, около Бидасоа, стоял редут La Bayonette. В середине сектора Клозеля высилась гора Ларрун. Его левая сторона примыкала к реке Нивель близ Эноа. 4-я дивизия Конру насчитывала 4962 человека; 5-я дивизия Марансина 5575 человек; 8-я дивизия Топена имела 4778 солдат и удерживала территорию к северу от Беры. Артиллеристы Сульта, сапёры и другие подразделения насчитывали 2000 человек, а всего его войска насчитывали 55 088 человек. Его кавалерия была размещена в долине Нив.
Опасаясь наступления союзников на перевал Майя и вниз по реке Нивель к морю, Сульт придал дивизионному генералу Жан-Батисту Друэ, графу д’Эрлону, 19 200 человек для удержания левого фланга. В состав корпуса д’Эрлона входили солдаты дивизионных генералов Максимильена Себастьена Фуа, Жана Бартелеми Дарманьяка, Луи Жан Николя Аббе и Огюстена Даррико. Эти войска удерживали фронт от Эноа до горной крепости Сен-Жан-Пье-де-Порт, покрывая перевал Майя и Ронсевальское ущелье. 6-я дивизия Даррико была развернута между Эноа и Саром; дивизия Аббе в 6051 человек находилась к западу от Эноа; 2-я дивизия Дарманьяка, состоящая из 4447 человек, удерживала Эноа; 1-я дивизия Фуа в 4654 человек удерживала крепость на крайнем левом фланге.

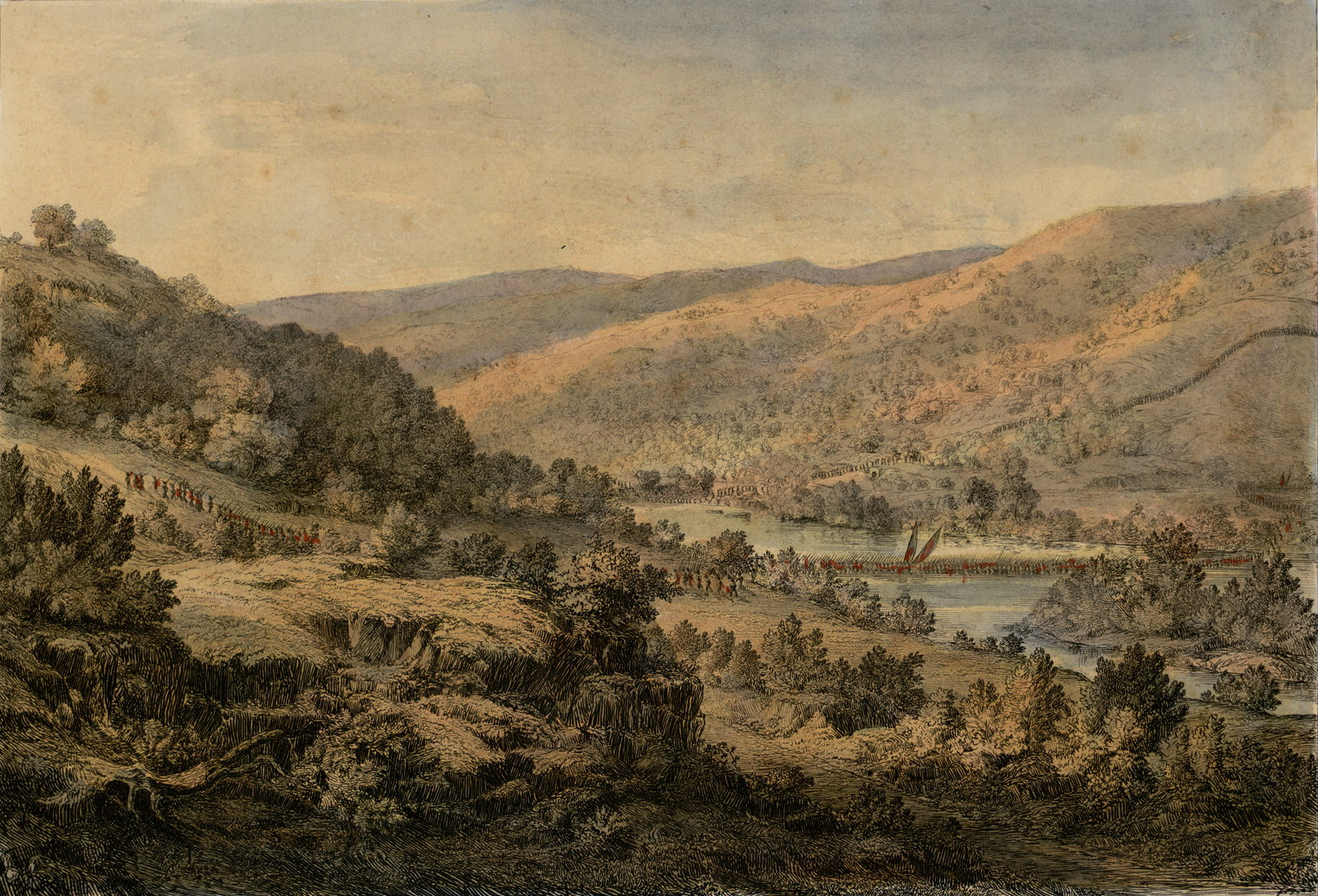
Гвардия входит во Францию 7 октября 1813 года. Картина Роберта Бэтти

У Веллингтона было 64 000 британских и португальских пехотинцев, артиллерия, а также 25 000 испанских солдат из армии Галиции. Поскольку кавалерия была бесполезна в горах, британский командующий отправил большинство своих конных полков в тыл, оставив несколько эскадронов лёгких драгунов для патрулирования. Чтобы обрести плацдарм, Веллингтону пришлось форсировать устье Бидасоа. Река в этом месте примерно 900 метров в ширину и 6 метров в глубину у отметки прилива у острова Конференции. Но французы не подозревали, что вода в некоторых бродах при отливе была всего 1,2 метра глубиной. Союзники про возможность переправы через реку во время отлива узнали у местных жителей - баскских рыбаков. Разведка союзников установила, что следующий отлив будет 7 октября.
Переправа была тщательно спланирована. Около брода британские инженеры построили торфяную стену. Она защищала 5-ю дивизию Эндрю Хэя то время, пока она пересекала реку. Веллингтон установил пять полевых батарей и три 18-фунтовых осадных орудия, чтобы обеспечить огневую поддержку атакующей пехоте.

## Битва

### Бидасоа
В 7:25 утра 5-я дивизия начала наступление от Фуэнтеррабия. Это стало полной неожиданностью для французов, которые развернули в этом месте только 4000 человек Мокюна для защиты шести километров реки. Солдаты Хэя сразу же обосновались в деревне Андай (Hendaye) и развернули справа две бригады, чтобы помочь переправе 1-й дивизии Кеннета Говарда. В 8 часов утра солдаты Говарда, независимая португальская бригада Томаса Брэдфорда и независимая британская бригада лорда Айлмера начали переправу возле разрушенного моста в Бехоби (Béhobie). Три испанские бригады из двух дивизий Мануэля Фрейра (Дель Барко (Del Barco) и Барсена (Barcena)) перешли реку правее. Британцы быстро захватили Круа-де-Буке (Croix des Bouquets), а испанцы захватили гору Кальвер (Mont Calvaire). Весь хребет на французской стороне реки попал в руки союзников ценой всего 400 жертв. Захватив все высоты, Веллингтон приостановил атаку.
В то утро Сульт был поглощен наблюдением за 6-й дивизией Генри Клинтона, продвигающейся с перевала Майя. Португальская бригада дивизии смело захватила кузницы в Урдаксе, потеряв в бою 150 человек. Сульт вдруг понял, что вся эта операция была только прикрытием. Он поехал в свой прибрежный сектор, но опоздал, чтобы помочь Рею.

### Ларрун

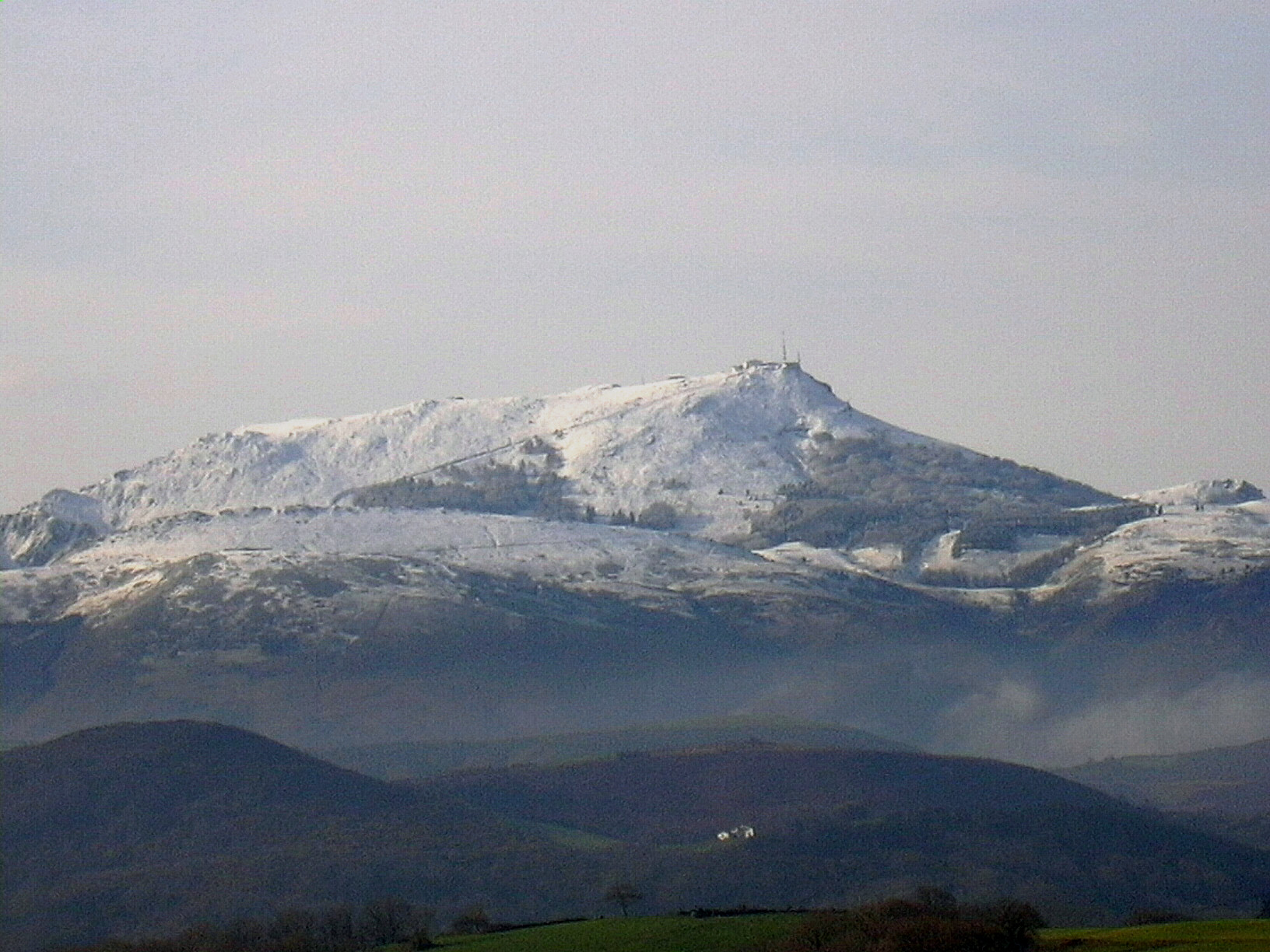
Гора Ларрун, где французы отбили атаку испанцев

Самые жестокие бои в этот день произошли в секторе Клозеля. Бригада Джона Колборна из лёгкой дивизии Карла фон Альтена атаковала редут La Bayonette в 43°18′35″ с. ш. 1°42′12″ з. д.. Французы сражались, спускаясь с горы, и отогнали было бойцов 95-го стрелкового полка. Внезапно из-за деревьев появился 1/52-й (Оксфордширский) пехотный полк (лёгкая пехота), и ситуация резко изменилась. Следуя за отступающими французами, солдаты 52-го полка с удивительной легкостью заняли редут.
Тем временем другая бригада лёгкой дивизии Джеймса Кемпта и испанская дивизия Франсиско де Лонги атаковали два отрога Ларрун, чтобы занять важные позиции. Справа от них две андалузские дивизии Педро Хирона (Вирес (Virues) и Ла Торре (La Torre)) несколько раз атаковали вершину Ларрун, но были отбиты. Однако на следующий день французы покинули Ларрун, чтобы избежать окружения.

## Итог
В секторе Рея французы потеряли 390 убитых и раненых, а 60 человек и восемь пушек захвачены. В секторе Клозеля французы потеряли 600 убитых и раненых; 598 человек и девять пушек были захвачены. Британцы потеряли 82 убитых, 486 раненых и пять пропавших без вести, в общей сложности 573 человека. Португальцы потеряли 48 убитых, 186 раненых и восемь пропавших без вести, или в общей сложности 242 человека. Вместе с испанцами общие потери союзников составили 1600 человек. Поражение снизило боевой дух в армии Сульта. За исключением Ларрун, французские войска не оказали упорного сопротивления. Вийят прокомментировал так: «с такими войсками мы можем ожидать только позора». Сульт сделал Мокюна козлом отпущения, уволил его из своей дивизии и отправил в тыл. После битвы некоторые из солдат союзников предались грабежу французских домов и городов. Веллингтон очень резко отреагировал на эти инциденты. Он испытывал сочувствие к испанцам, которые видели, как их страна опустошена французскими солдатами, но он решил не терпеть мародёрства из-за боязни спровоцировать партизанскую войну.
После битвы испанские войска захватили редут Сен-Барб (Sainte-Barbe) (43°18′01″ с. ш. 1°34′55″ з. д.), в 1,4 километрах к югу от Сара. 12 октября дивизия Конру отбила форт и отразила контратаку пяти испанских батальонов. Французы потеряли примерно 300 человек, а испанцы 300 убитых и раненых и 200 попавших в плен. Следующим сражением стала битва при Нивеле 10 ноября 1813 года.